# Villalobos (Zamora)
Villalobos es un municipio y localidad de España que se encuentra en la provincia de Zamora, comunidad autónoma de Castilla y León.
El municipio está situado en el noreste de la provincia de Zamora, en plena Tierra de Campos. Cuenta con una superficie de 43,20 km² y, según datos del padrón municipal 2024 del INE, cuenta con una población de 193 habitantes. La totalidad de su término municipal se integra dentro de la ZEPA Penillanuras-Campos Sur.

## Geografía
Villalobos está integrado en la comarca de Tierra de Campos de la provincia de Zamora, situándose a 61 kilómetros de la capital provincial. La Autovía del Noroeste atraviesa el término municipal en el pK 247. 
El pueblo está situado en plena Tierra de Campos, participando de las características generales de otras localidades de su entorno y comarca, si bien tiene matices propios que lo diferencian y singularizan. El casco urbano se ubica en un valle resguardado por el que pasa un modesto arroyo. La combinación de los elementos anteriores, junto con la fecundidad de sus suelos, permite la existencia de frondosas alamedas que dulcifican el paisaje y lo diferencian de otras localidades terracampinas. El pueblo se alza a 715 metros sobre el nivel del mar, aunque en su territorio no se superan los 750 metros de altitud. 
| Noroeste: Fuentes de Ropel                           | Norte: Vega de Villalobos | Noreste: Villanueva del Campo       |
| Oeste: San Esteban del Molar                         |                           | Este: Prado                         |
| Suroeste: San Esteban del Molar, Cerecinos de Campos | Sur: Cerecinos de Campos  | Sureste: Prado, Cerecinos de Campos |

## Historia
La fundación de Villalobos parece remontarse al proceso repoblador emprendido por los reyes leoneses en la Alta Edad Media. Así, en 1159 ya se recoge documentalmente la existencia de Villalobos, pues en septiembre de dicho año está documentada la presencia del rey Fernando II de León en Villalobos. Ya en la Baja Edad Media, en 1369, el rey Enrique II concedió el título de señor del condado de Villalobos a Álvaro Pérez Osorio, habiendo llegado a tener esta localidad fueros propios.
Durante la Edad Moderna, Villalobos estuvo integrado en la provincia de León, tal y como recoge en el siglo XVIII Tomás López en Mapa geográfico de una parte de la Provincia de León. No obstante, al reestructurarse las provincias y crearse las actuales en 1833, Villalobos pasó a formar parte de la provincia de Zamora, dentro de la Región Leonesa.

## Geografía humana

### Demografía
Cuenta con una población de 193 habitantes (INE 2024).
| Gráfica de evolución demográfica de Villalobos entre 1842 y 2021                                                      |
| |
| Población de derecho según los censos de población del INE. Población de hecho según los censos de población del INE. |

## Símbolos

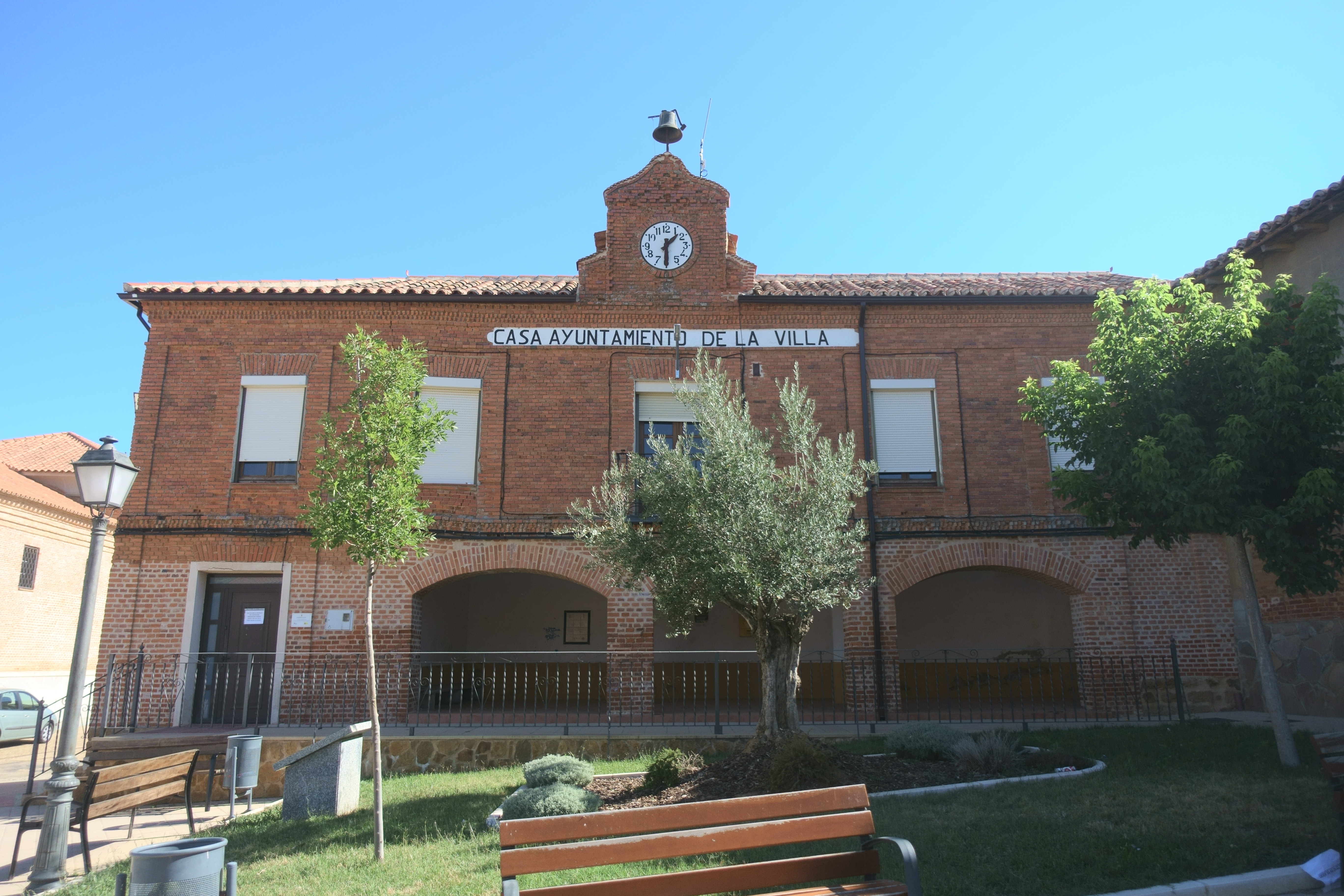
Casa consistorial

El escudo heráldico y la bandera municipal del municipio de Villalobos fue aprobado mediante acuerdo de la Comisión de Gobierno de la Diputación Provincial de Zamora de fecha 30 de abril de 1993, por lo que quedan blasonado de la siguiente forma:

El Escudo: En campo de Oro (amarillo), dos lobos, de gules (rojo) pasantes, el uno sobre el otro. Timbrado de Corona Real de España cerrada, que es un círculo de oro, engastado en piedraspreciosas, compuesto de ocho florones de apio, visibles cinco, interpolados de perlas y de cuyas hojas salen sendas diademas sumadas de perlas y que convergen en un mundo de azur (azul) con el semimeridiano norte y el ecuador de oro (amarillo) la Corona, forrada de gules (rojo).
La Bandera: Bandera de sujeción vertical, rectangular, de color amarillo y colocado en el centro dos lobos rojos pasantes, el uno sobre el otro.

## Monumentos y lugares de interés

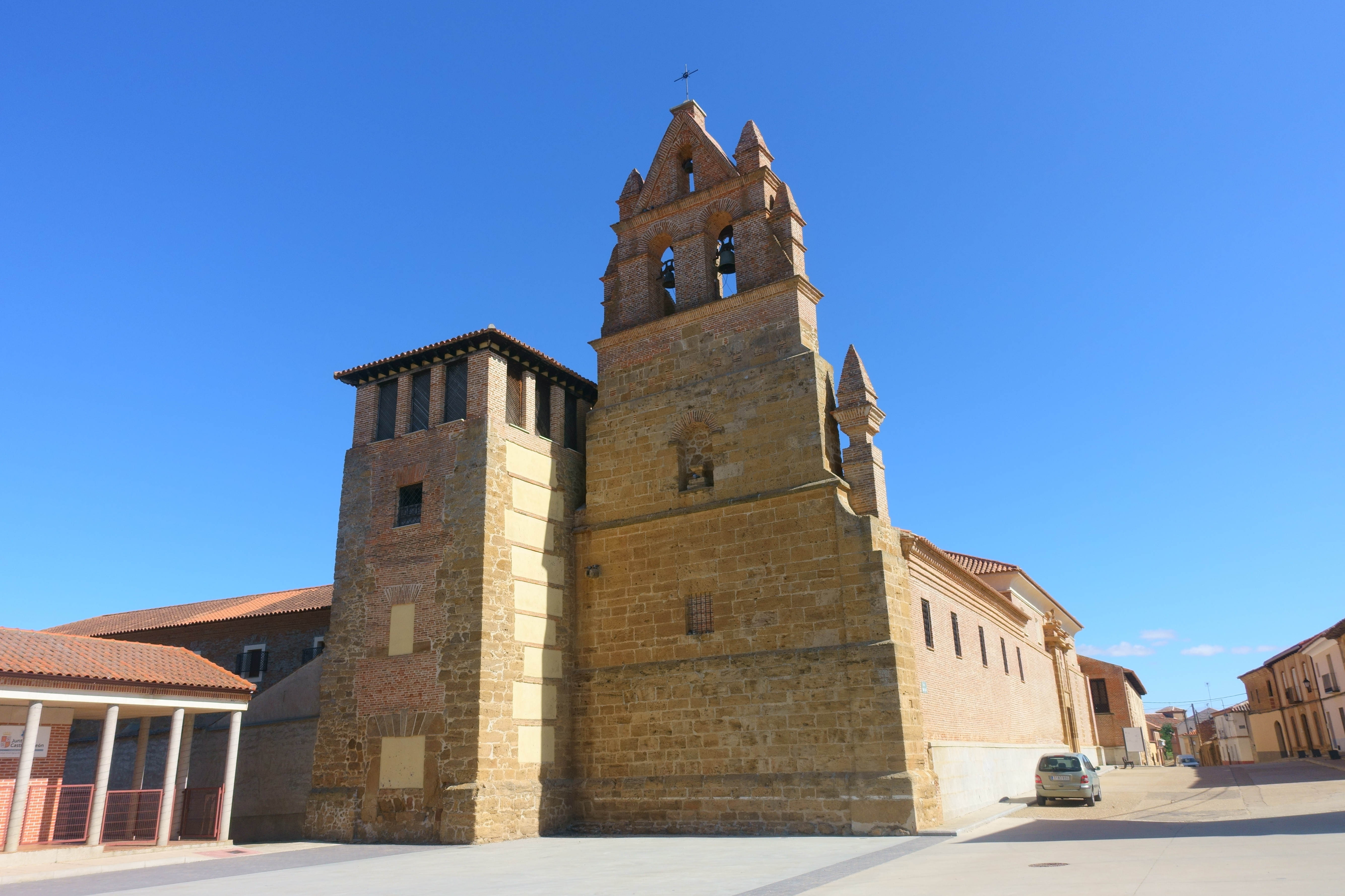
Convento de la Asunción.

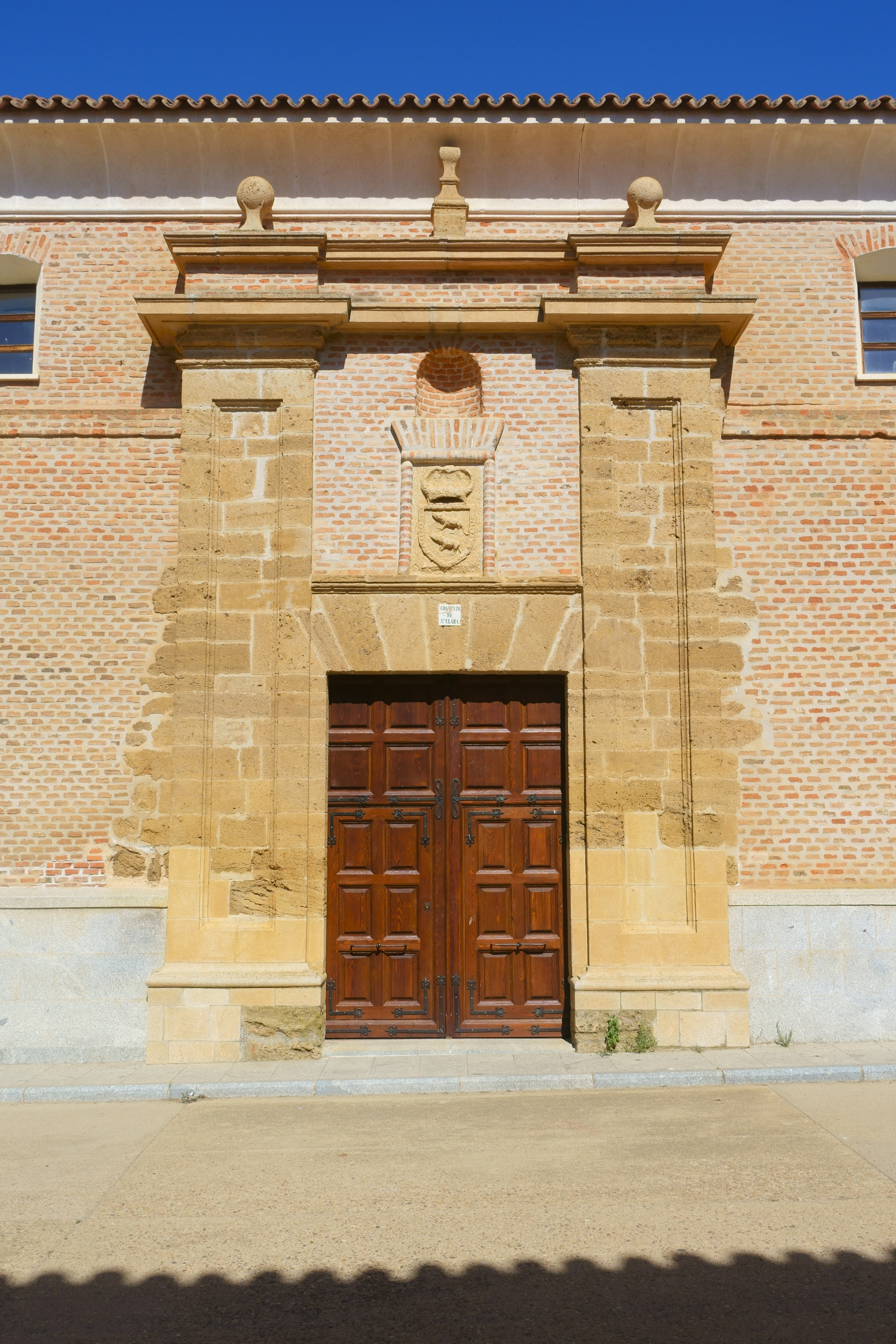
Portada del convento.

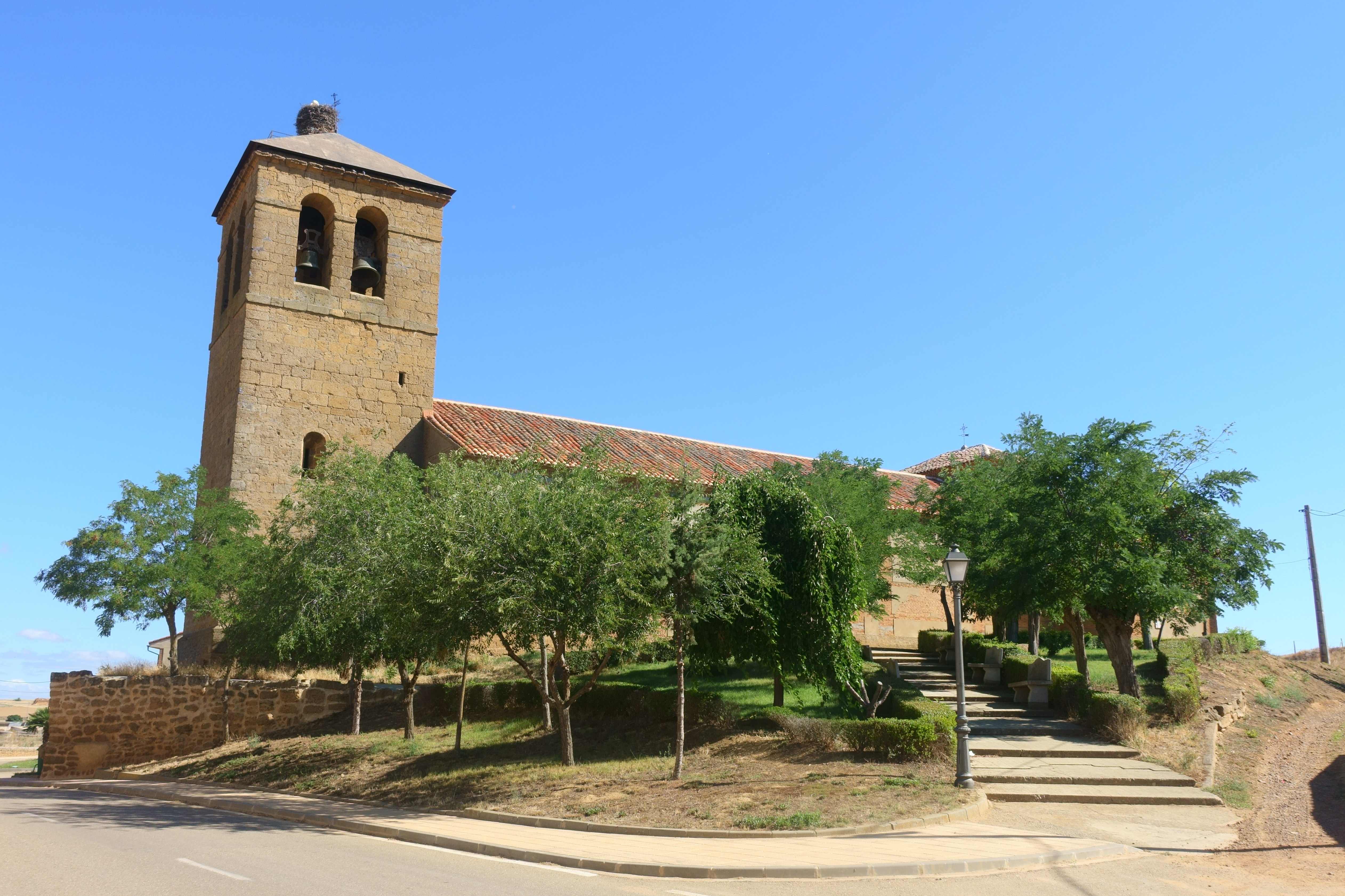
Iglesia de San Pedro.

Cuenta con un núcleo urbano bien cuidado, formado por viviendas de buena planta en las que se aprecia un evidente bienestar. El convento de la Asunción, el principal monumento local, fruto del esplendor y a pretérita importancia de Villalobos, actualmente restaurado. Cuenta también con la iglesia parroquial de San Pedro, cuyo edificio destaca por austeridad y gran tamaño, con su torre cuadrada y con una cabecera que sobresale por encima de los tejados de las naves. La ermita de Velilla es otra de sus reliquias patrimoniales, cuyos orígenes se remontan a los siglos IX o X, aunque ha sido reformada y restaurada sucesivas veces, siendo en la actualidad un edificio recio, de planta rectangular y muros reforzados por sólidos contrafuertes.

## Cultura

### Fiestas
La fiesta se celebra el 11 de agosto en honor a la Virgen de Santa Clara. San Blas es el patrón del municipio y su fiesta se celebra el 3 de febrero y se alarga 3 días más.
Una de las tradiciones festivas de esta localidad es la subida de la virgen de Velilla desde el pueblo hasta la ermita. Esta ermita se encuentra a unos 3 kilómetros del pueblo, sobre un alto, por lo que la procesión recibe la denominación de la subida de la Virgen. Esta virgen está en la ermita de mismo nombre, pero durante quince días se traslada al convento de la Asunción para celebrar la novena a la virgen y retornarla el domingo de Pascua de Pentecostés a su ermita. Se subastan las andas a la puerta del convento, tras el rezo del rosario, para llevar la imagen a la ermita. El importe obtenido se utiliza para acondicionar la ermita.